# Ronald Norrish
Ronald George Wreyford Norrish (1897. november 9. – 1978. június 7.) brit Nobel-díjas kémikus.
Cambridge-ben született, s a Perse Schoolban tanult. George Porterrel és Manfried Eigennel megosztva az 1967-es kémiai Nobel-díj nyertese („a rendkívül gyors kémiai reakciók tanulmányozásáért”). Ő fedezte fel a Norrish-reakciót.